# Krzyżówki (Krzewie Drugie)
Krzyżówki – część wsi Krzewie Drugie w Polsce położona w województwie kujawsko-pomorskim, w powiecie włocławskim, w gminie Lubień Kujawski.
Dawniej samodzielna wieś i gromada w gminie Kłóbka.
W latach 1975–1998 miejscowość administracyjnie należała do województwa włocławskiego. 